# بعد مضغوط
في نظرية الأوتار، هو عبارة عن نموذج في الفيزياء النظرية، كما أن البعد المضغوط compact dimension متكورة على نفسها كما أنها صغيرة جداً (طول بلانك). أي شيء يتحرك من خلال اتجاه هذا البعد سيعود إلى نقطته البداية وغالباً على الفور، والحقيقة بأن ذلك البعد هو أصغر من أصغر جسيم واصغر من طول امواج الضوء المرئية مما يعني بأنه لا يمكن ملاحظته بالوسائل التقليدية.